# Washington Aguerre
Washington Aguerre, vollständiger Name Washington Omar Aguerre Lima, (* 23. April 1993 in Artigas) ist ein uruguayischer Fußballspieler.

## Karriere

### Verein
Der 1,87 Meter große Torwart Aguerre schloss sich im Alter von 18 Jahren dem Club Atlético Peñarol an. Seit der Apertura und Clausura 2011/12 steht er bei den „Aurinegros“ im Erstliga-Kader, kam aber weder in jener Spielzeit noch in den beiden Folgesaisons zu einem Erstligaeinsatz. Am 31. August 2014 debütierte er beim 2:0-Sieg im Estadio Centenario über den Tacuarembó FC unter Trainer Jorge Fossati in der Primera División. In der Saison 2014/15 absolvierte er zwei Spiele in der höchsten uruguayischen Spielklasse. Ende August 2015 wurde er an den Zweitligisten Miramar Misiones ausgeliehen. Dort wurde er in der Saison 2015/16 in keinem Pflichtspiel eingesetzt. Nach der anschließenden Rückkehr zu Peñarol wurde er Anfang August 2016 erneut ausgeliehen. Aufnehmender Verein war dieses Mal der Cerro Largo FC, für den er in der Zweitligasaison 2016 zwölf Ligaspiele bestritt. Im Januar 2017 verpflichtete ihn der Erstligist Plaza Colonia ebenfalls auf Leihbasis.

### Nationalmannschaft
Aguerre debütierte am 13. Juni 2013 unter Trainer Juan Verzeri im Freundschaftsländerspiel gegen El Salvador in der uruguayischen U-20-Nationalmannschaft. Er gehörte dem Aufgebot der uruguayischen U-20-Auswahl bei der U-20-Südamerikameisterschaft 2013 in Peru an. Im Juli 2013 wurde er sodann bei der U-20-Weltmeisterschaft 2013 in der Türkei Vize-Weltmeister mit Uruguay. Bislang (Stand: 5. Juli 2013) bestritt er ein Länderspiele in dieser Altersklasse.

### Erfolge
- U-20-Vize-Weltmeister 2013